# Nelly Olin

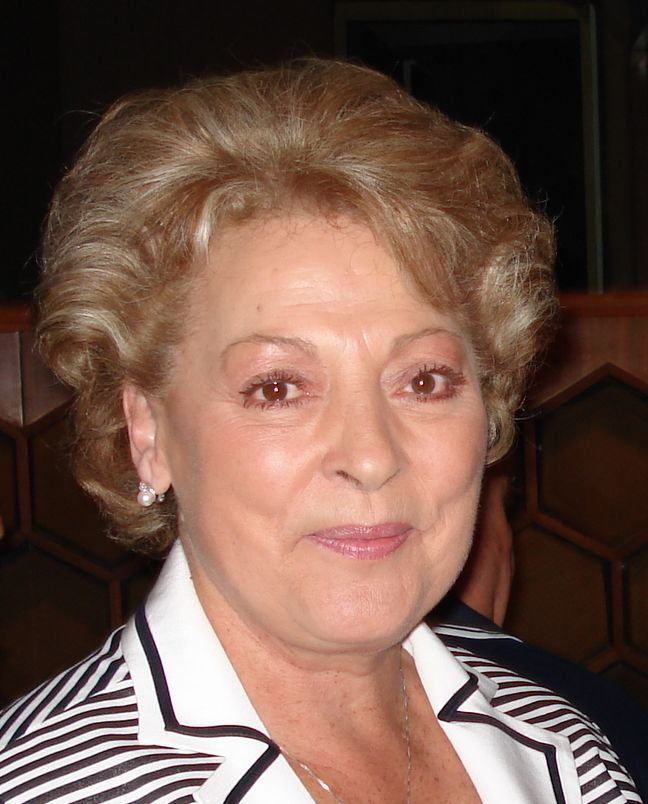
Nelly Olin, 2007

Nelly Olin (* 23. März 1941 in Paris; † 27. Oktober 2017 in Garges-lès-Gonesse) war eine französische Politikerin.
1995 wurde die ehemalige Leitungsassistentin zunächst zur Bürgermeisterin von Garges-lès-Gonesse und einige Monate später auch zur Senatorin des Départements Val-d’Oise gewählt.
Als ehemaliges Mitglied des Senatsausschusses für die Rechte der Frauen und für gleiche Chancen zwischen Männern und Frauen bekleidete sie auch gleichzeitig örtliche Ämter: Sie war Regionalrätin der Île-de-France und Vizepräsidentin des Generalrates von Val-d'Oise.
Sie war untergeordnete Ministerin im Kampf gegen Ausgrenzung und für Integration und Chancengleichheit. Unter der Regierung von Jean-Pierre Raffarin wurde sie am 2. Juni 2005 Umweltministerin und in der Regierung von Dominique de Villepin Ministerin für nachhaltige Entwicklung, nachdem sie mit ihrer Tätigkeit als Mitglied im Nationalrat Aufsehen erregt hatte.